# スーパー・ガス
『スーパー・ガス』(SUPER GAS)は、1971年10月5日に発売された加藤和彦の2枚目のソロ・アルバム。

## 解説
初のソロ・アルバム『ぼくのそばにおいでよ』発表後の1970年7月、加藤は福井ミカとの結婚前後、北山修、シュリークス、ザ・フーティ・ラッズ、ロック・キャンディーズなどの音楽家仲間とアメリカ・ツアー 『カレッジ・ポップス・イン・U.S.A.』に参加する。一行はニューヨークで開催されていたロック・フェスティバルを観覧し、加藤は道中立ち寄ったメキシコではステージをこなした。
帰国後、加藤はアルバムの制作を始める。全曲の詞は松山猛が担当し、作編曲は加藤が手がけた。アルバム・タイトルは、加藤の知人の飼い犬ガスがスーパーマンに扮したアルバム・カバーに因むものであり、加藤もアルバム発表時のコンサートではスーパーマンの扮装で出演していた。サウンド面での特色としては加藤のギター・プレイが前面に出され、当時の日本ではまだ珍しかったスティールパンに加え、輸入されたばかりのミニモーグや、ARP 2600などのシンセサイザーが使用されていることなどが挙げられる。レコーディングはニッポン放送第1スタジオや加藤の自宅で行なわれ、伊豫部富治がエンジニアを務めた。

## アートワーク
アート・ディレクションは川村都。アルバム・カバーの写真は川仁忍が手がけ、バック・カバーには加藤とミカが、ガスと戯れている写真をパートカラー印刷したものが使われている。また、アナログ・レコードに付属した紫色のインナースリーヴには写真のコラージュと歌詞が印刷されていた。バック・カバーにはクレジットが印刷されており、加藤によれば本作は日本でプロデュース・クレジットが記載された最初のアルバムであるという。なお、初発売時のレコード帯には、以下のキャッチコピーが記載されていた。

## 収録曲
全曲作詞：松山猛、作編曲：加藤和彦
アナログ・レコードでは#1から#6までがA面に、#7から#10までがB面に収録されている。
楽曲の時間表記は初出CDに基づく。
1. 家をつくるなら (THE HOUSE SONG) - (2:21)
当初、この楽曲はアルバムのみの収録だったが、ナショナル住宅建材株式会社のCMソング[2]に使われたことで人気を博し、アルバム発売から約1年半経った1973年に#6とのカップリングでシングルカットされた。
2. アーサー博士の人力ヒコーキ (Dr.EARTHER'S MAN-POWER PLANE) - (5:43)
3. 魔法にかかった朝 (THE MORNING SONG) - (2:21)
4. せっかちと■■■■ (SEKKACH AND) - (3:12)
曲名と歌詞に放送禁止用語が含まれていたため、加藤の判断で該当部分の音を消去し、歌詞の一部も手書きで塗りつぶされた。
5. もしも、もしも、もしも (IF) - (3:35)
6. 不思議な日 (STRANGE DAY [OF OUR LIFE]) - (2:41)
この楽曲は1970年に小野和子へ提供したもので[5]、のちに小林啓子がカバーしている[6]。
7. 魔誕樹の木陰 (LA MATAN-QUI) - (2:40)
琉球音階を取り入れた楽曲。曲名の読み方は「またんきのこかげ」である。
8. アルカンシェル (ARCENCIEL) - (7:00)
この楽曲のリード・ギターはつのだひろが弾いている。
9. 児雷也冒険譚 (LEGEND OF JIRAIYA) - (7:25)
10. スーパー・ガス (SUPER GAS) - (1:44)
加藤のアコースティック・ギターによるインストゥルメンタル。

### ボーナス・トラック
2017年6月28日にユニバーサルミュージックジャパンから発売されたリイシュー盤『スーパー・ガス+2』(UICY-7307)には以下のボーナス・トラックが2曲追加されている。
時間表記は前記CDに基づく。
1. 家をつくるなら（ライブ） - (2:15)
作詞：松山猛、作曲/編曲：加藤和彦
「カレッジ・ポップス・イン・U.S.A.」の翌年1971年7月に行なわれた同様のアメリカ・ツアー「ヤング・ジャパン国際親善演奏旅行」[7]の途次、7月30日にバンクーバーのリッチモンド・アリーナで行なったライブでの演奏。
2. ララ・ムラ（ライブ） - (2:57)
作詞/作曲：Donovan、編曲：加藤和彦
前記ライブでの演奏で、ドノヴァンの楽曲 “La Moora” のカバーである。原曲は1971年発表のアルバム“HMS Donovan”収録。

## コンパクト盤
アナログ・レコード発売時には、本作から4曲を抜粋したコンパクト盤も発売された。規格はCTP-4303。

### 収録曲

#### SIDE A
1. 家をつくるなら
2. もしも、もしも、もしも

#### SIDE B
1. 不思議な日
2. 魔法にかかった朝

## クレジット
- Produced by K.Kato & Mr. Morning with a Little Help from K.Nitta
- Engineered by T.Iyobe with Assistance of K.Sugiyama
- Recorded at M.I.K.A. Sound Cottage During May to July 1971
- All Selections are Written, Arranged, Played (on Guitar, Banjo, Harmonium, Steel-Drum) & Sung by K.Kato
- With Many Thanks to Following People
- Takashi Nishioka - Flat Mandolin on #1, Background Vocal on #8 & Vibe on #9
- Hiro Tsunoda - Drums & Percussion, Lead Guitar on #8, Background Vocal on #4
- Mika - Percussion on #5 & #8, Background Vocal & Screaming on #9
- Yoshiro Yomo - Guitar on #7 & Background Vocal
- Monsiever Kan - Background Vocal on #7
- Toshio Endo - Pedal Steel Guitar on #1 & #2
- Kei Ishikawa - Electric Bass on #1 & #2
- Sasa ＆ Koji - Background Vocal on #1
- Baichan - Background Vocal only
- Lyrics - Takeshi Matsuyama
- Cover Photo - S.Kawani
- Art Direction Design - Miyako Kawamura

## 発売履歴
| 形態 | 発売日         | レーベル     | 品番       | アートワーク | 解説                       | リマスタリング | 初出/再発 | 備考                                                                                   |
| ---- | -------------- | ------------ | ---------- | ------------ | -------------------------- | -------------- | --------- | -------------------------------------------------------------------------------------- |
| LP   | 1971年10月05日 | CAPITOL      | CTP-9040   | 川村都       | なし                       | なし           | 初出      | A式ジャケット                                                                          |
| LP   | 1976年05月20日 | EXPRESS      | ETP-72179  | 川村都       | なし                       | なし           | 再発      | A式ジャケット                                                                          |
| LP   | 1983年07月21日 | EXPRESS      | ETP-40164  | 川村都       | なし                       | なし           | 再発      | 【エキスプレス・レコード15周年記念企画 名盤復刻シリーズ】 E式ジャケット 真空パッケージ |
| CT   | 1972年08月05日 | 東芝音楽工業 | ZA-1234    | 川村都       |                            | なし           | 初出      | 【ニュー・フォーク・エクセレント・シリーズ】                                           |
| CD   | 1991年03月20日 | EASTWORLD    | TOCT-6036  | 川村都       | 篠原章/サエキけんぞう      | 記載なし       | 初出      |                                                                                        |
| CD   | 1999年03月20日 | Pヴァイン    | PCD-1424   | 川村都       | 直枝政太郎/田口史人/湯浅学 | 記載なし       | 再発      | 【“ニューロックの夜明け”番外編8】                                                      |
| CD   | 2005年04月20日 | EXPRESS      | TOCT-16025 | 川村都       |                            |                | 再発      | 【名盤グラフィティー70's】                                                             |
| CD   | 2017年06月28日 | EXPRESS      | UPCY-7307  | 川村都       | 小松喜冶                   | 記載なし       | 再発      | 【名盤発見伝 ジャパニーズ・グラフィティー】 ボーナス・トラック2曲                      |